# والدین تعمیدی
والدین تعمیدی (به فرانسوی: parrains) در بسیاری از مذاهب مسیحی، به شخصی گفته می‌شود که ناظر غسل تعمید نوزاد است و به آن شهادت می‌دهد، اگر چه ممکن است این اصطلاح در مضمون قانونی نیز مورد استفاده قرار گیرد. از هر دو منظر مذهبی و مدنی، والد تعمیدی تمایل دارد که انتخاب منحصر بفرد توسط والدین باشد تا به تربیت و رشد شخصیتی کودک توجه نشان دهد و مراقبت از کودک را در صورتی که اتفاقی برای والدین رخ دهد، برعهده بگیرد. والد تعمیدی مرد پدر خوانده، والد تعمیدی زن مادر خوانده و کودک فرزنده خوانده نامیده می‌شود.